# Mycena singeri
Mycena singeri è una specie non commestibile di fungo della famiglia Mycenaceae. La sua scoperta si deve al ricercatore D.J. Lodge che ne identifica la specie durante una perlustrazione a Porto Rico del 1988 dove classifica altri due funghi della stessa famiglia, i Mycena cuspidatipilosa e Mycena gelatinomarginata.
Caratteristica peculiare del M. singeri è la sua bioluminescenza, che condivide con numerose specie della stessa famiglia tra le quali i Mycena asterina, Mycena discobasis, Mycena lucentipes, Mycena luxaeterna e Mycena fera.